# Kotschya ochreata
Kotschya ochreata es una especie de planta floral del género Kotschya, tribu Dalbergieae, familia Fabaceae.

## Distribución
Se distribuye por Angola, Burundi, República Centroafricana, Congo, Gabón, Ghana, Guinea, Guinea-Bisáu, Costa de Marfil, Liberia, Malí, Senegal, Sierra Leona, Togo y Zaire.

## Taxonomía
Fue descrita por (Taub.) Dewit & P. A. Duvign. y publicada en Bull. Soc. Roy. Bot. Belgique 86: 214 (1954).